# Andrew Crawford (architect)

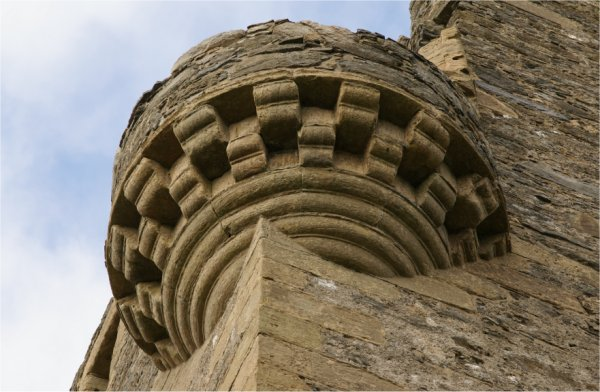
Een dubbele rij kraagstenen onder een hoektoren van Scalloway Castle.

Andrew Crawford, ook wel "Androw Crafurd" genoemd, was de architect en aannemer van Patrick Stewart. Hij was verantwoordelijk voor de bouw van The Earl's Palace in Kirkwall (Orkney-eilanden) in 1606 en Scalloway Castle in Scalloway (Shetland) in 1600. Men vermoedt dat hij ook betrokken was bij de bouw van Muness Castle op Unst (Shetland) in 1598, alhoewel Patrick Stewart enkele jaren later in conflict was met de eigenaar van dat kasteel.
Typisch voor zijn gebouwen zijn kleine hoektorens met daaronder enkele rijen met kraagstenen. Verder maakte hij geen gebruik van wenteltrappen, welke tot dan toe meestal gebruikelijk waren. Hij ontwierp kleine stukken rechte trap, die stopten bij een klein plateau, waarna de trap met een hoek van negentig graden weer verderging.

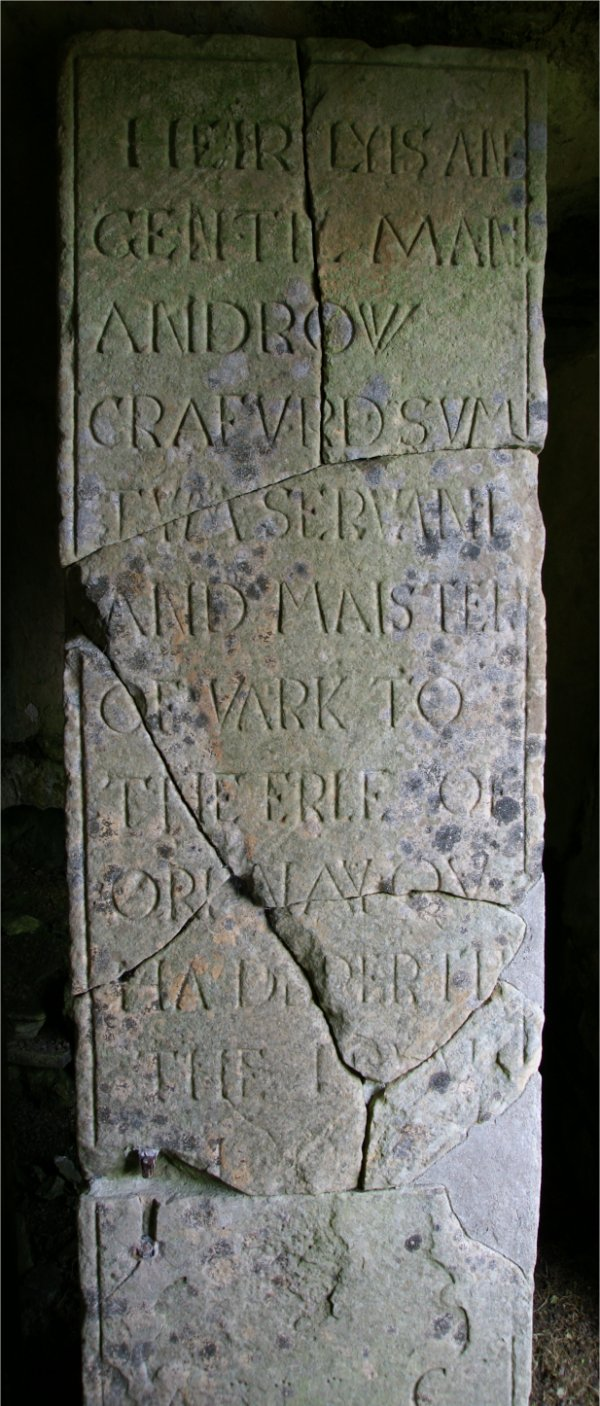
De grafsteen van Andrew Crawford.

Zijn grafsteen is te vinden in de ruïne van St Magnus Church op de begraafplaats van Tingwall Kirk te Tingwall, (Mainland, Shetland). Op deze steen staat:
"Heir lyis ane gentil man androw crafurd sumtym servant and maister of vark to the erle of Orknay quha deperit the ......." (Vertaald: Hier ligt een mijnheer Androw Crafurd, die knecht en meester van werk voor de Earl van Orkney is geweest, welke overleed op .....).